# لي سنغ-هونج
لي سنغ-هونج (هانغل: 이상홍) هو لاعب كرة قدم كوري جنوبي في مركز الدفاع، ولد في 4 فبراير 1979 في بوسان في كوريا الجنوبية. لعب مع جيانغسو سونينغ وجيجو يونايتد ونادي بوسان أي بارك.

## وصلات خارجية
- لي سنغ-هونج على موقع دوري كوريا الجنوبية (الإنجليزية)
- لي سنغ-هونج على موقع قاعدة بيانات كرة القدم.إي يو (الإنجليزية)
- لي سنغ-هونج على موقع Soccerway.com (الإنجليزية)